# Infinite Dreams
〈Infinite Dreams〉는 1989년 영국의 헤비 메탈 밴드 아이언 메이든이 발표한 라이브 싱글이다. 이 곡은 1989년의 《Maiden England》는 홈 비디오와 함께 발매된 유일한 싱글이다. 이 공연은 1988년 잉글랜드 버밍엄에서 녹음되어 이 곡이 처음 등장한 음반을 지원하기 위한 대규모 월드 투어의 막바지에 이르러 《Seventh Son of a Seventh Son》이 되었다. 1990년 1월 기타리스트 아드리안 스미스와 함께 2000년 싱글 〈The Wicker Man〉이 그들의 다음 음반 《No Prayer for the Dying》에서 밴드가 지향하는 방향을 승인하지 않고 밴드를 떠날 때까지 10년 동안 〈The Trooper〉 시대의 라인업을 보여주는 이 밴드의 마지막 싱글이었다.

## 개요
이 곡은 이 곡의 캐릭터가 사후세계와 다른 신비로운 것들에 대한 불안한 환상을 꿈에서 어떻게 보는지에 대한 이야기지만, 과연 그가 다시 깨어날 수 있을지 두렵다. 이 곡은 부드러운 기타 솔로곡으로 시작하는데, 그 후 브루스 디킨슨의 노래와 밴드의 나머지 부분들이 함께 연주되었다. 이 노래는 아주 평화롭게 시작되지만, 점점 더 무거워져 노래의 클라이맥스와 다음 마지막 절로 향한다. 스티브 해리스는 "저는 악몽을 꾸지만, 보통 우리가 음반을 쓸 때만 악몽을 꿉니다. 그러면 여러분의 정신은 너무 과민하게 됩니다. 이 모든 생각들이 안에서 날아다니면서 잠자는 것은 어렵습니다. 〈Infinite Dreams〉가 바로 그런 것입니다."

## 곡 목록
7인치 싱글
| #  | 제목                       | 작사·작곡     | 재생 시간 |
| -- | -------------------------- | ------------- | --------- |
| 1. | 〈Infinite Dreams (Live)〉 | 스티브 해리스 | 6:05      |

| #  | 제목               | 작사·작곡         | 재생 시간 |
| -- | ------------------ | ----------------- | --------- |
| 2. | 〈Killers (Live)〉 | 해리스, 폴 디애노 | 5:01      |

## 참여 인원
아이언 메이든
- 브루스 디킨슨 - 리드 보컬
- 데이브 머레이 - 기타
- 아드리안 스미스 - 기타
- 스티브 해리스 - 베이스 기타
- 니코 맥브레인 - 드럼

추가 인원
- 마이클 케니 - 키보드